# Wapen van Oegstgeest

Het wapen van Oegstgeest (sinds 1904)

Het wapen van Oegstgeest (1816 - 1904)

Het wapen van Oegstgeest is afgeleid van het familiewapen van de familie die de voormalige ambachtsheerlijkheid bestuurde. Het wapen werd op 24 juli 1816 door de Hoge Raad van Adel aan de gemeente Oegstgeest toegekend. Op 1 maart 1904 werd een iets aangepaste versie van het wapen toegekend. Het wapen is dat van de familie Heerman, heren van Oegstgeest. Het wapen wordt voor deze familie al genoemd in het wapenboek Gelre, van rond 1414. 

## Blazoen

### Wapen uit 1816
De beschrijving van het eerste wapen van Oegstgeest luidt als volgt: "Van goud, beladen met een geallieerd kruis van keel", wat zo veel wil zeggen als een geel vlak met daarop een rood kruis met breed uitlopende uiteinden.

### Wapen uit 1904
De beschrijving luidt als volgt: "In goud een ankerkruis van keel. Het schild gedekt met een vijfbladerige kroon." Het kruis heeft nu de vorm van een ankerkruis gekregen, dus met gespleten en omgekrulde uiteinden, terwijl de kroon die de gemeente Oegstgeest al boven het wapen voerde, formeel werd vastgelegd.